# Vechea Rauma
Vechea Rauma (Vanha Rauma în limba finlandeză) este numele centrului istoric al orașului Rauma, Finlanda. Centrul vechi acoperă o arie protejată de 29 de hectare și a fost înscris pe lista locurilor din patrimoniul mondial UNESCO în anul 1991.

## Istoric
Situat pe țărmurile Golfului Botnic și construit în jurul unei mănăstiri franciscane, orașul vechi este un exemplu edificativ al orașelor nordice construite din lemn. Orașul a fost atestat documentar în anul 1441. Două incendii mari au mistuit orașul de-a lungul istoriei, în anul 1640, respectiv în anul 1682. Cele mai vechi clădiri din Vechea Rauma datează din secolul al XVIII-lea.

## Patrimoniul Mondial UNESCO
Vechea Rauma cuprinde un număr de 600 de construcții, cea mai mare parte a acestora fiind proprietate privată, și un număr aproximativ de 800 de locuitori.
Printre clădirile mai importante sunt menționate vechiul sediul al primăriei, casa Kirsti, casa Marela, o veche mănăstire franciscană și ruinele Bisericii Sfânta Treime (jumătatea secolului al XV-lea).

## Galerie

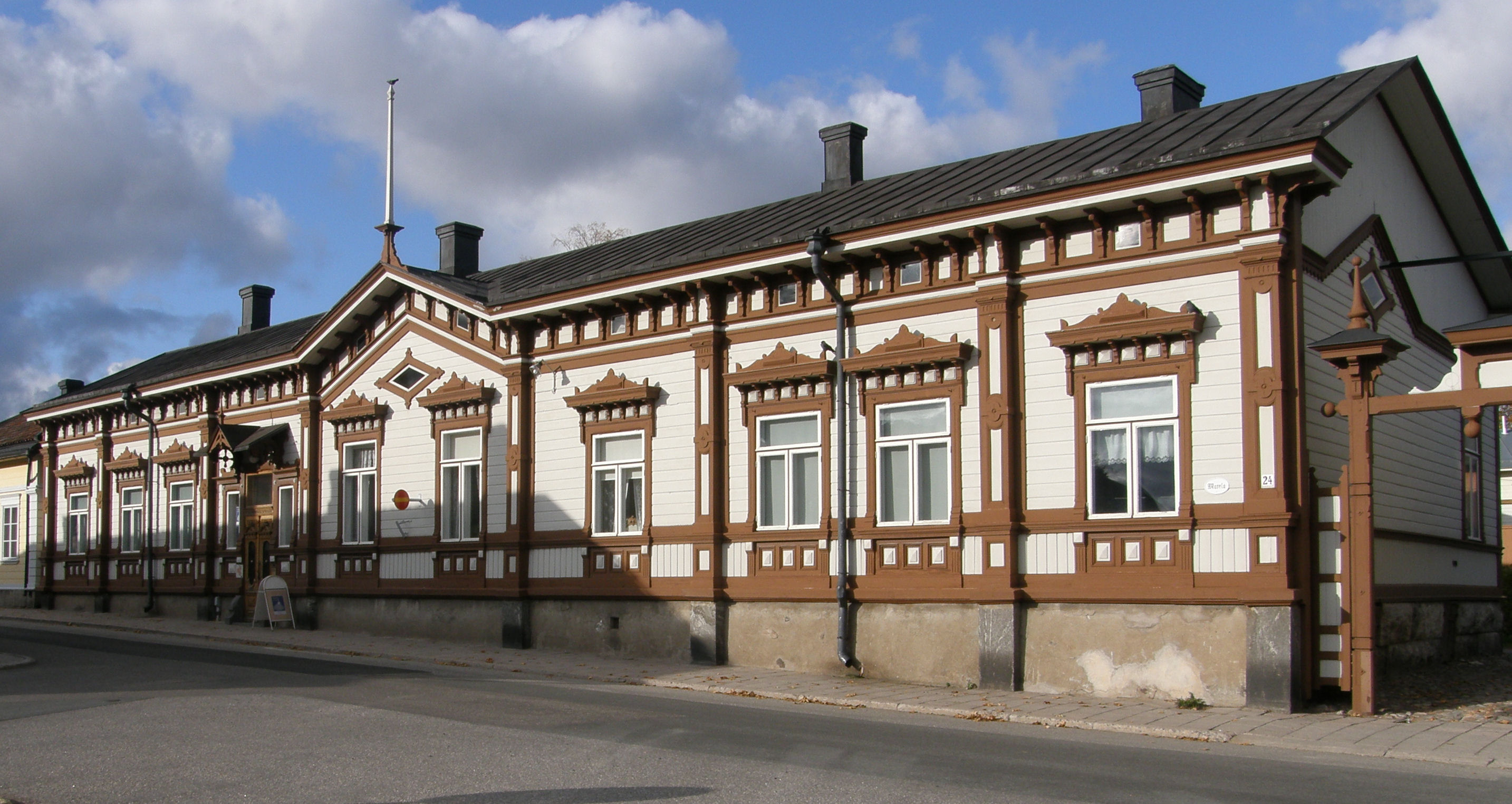
Casa Marela
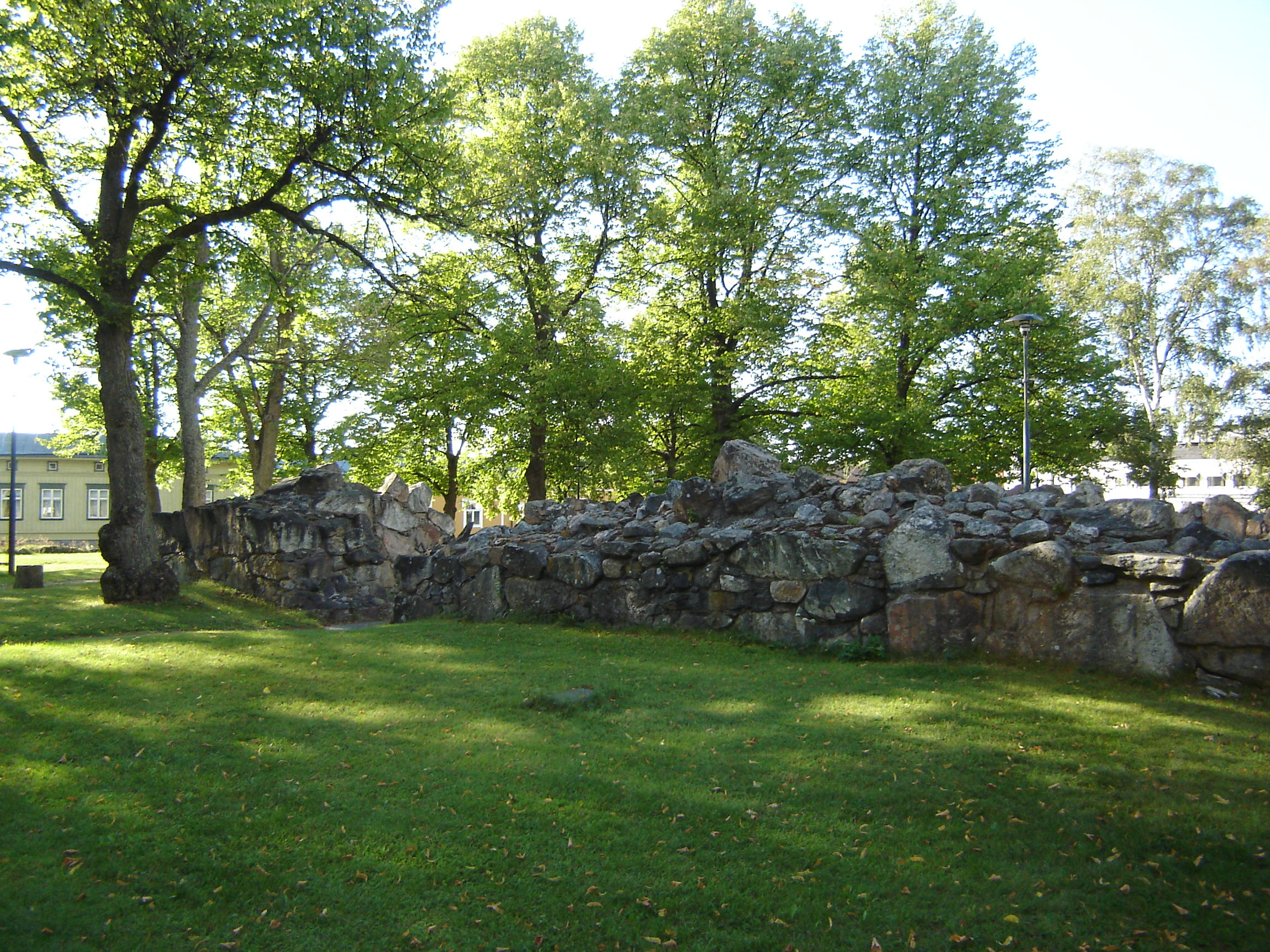
Ruinele Bisericii Sfânta Treime
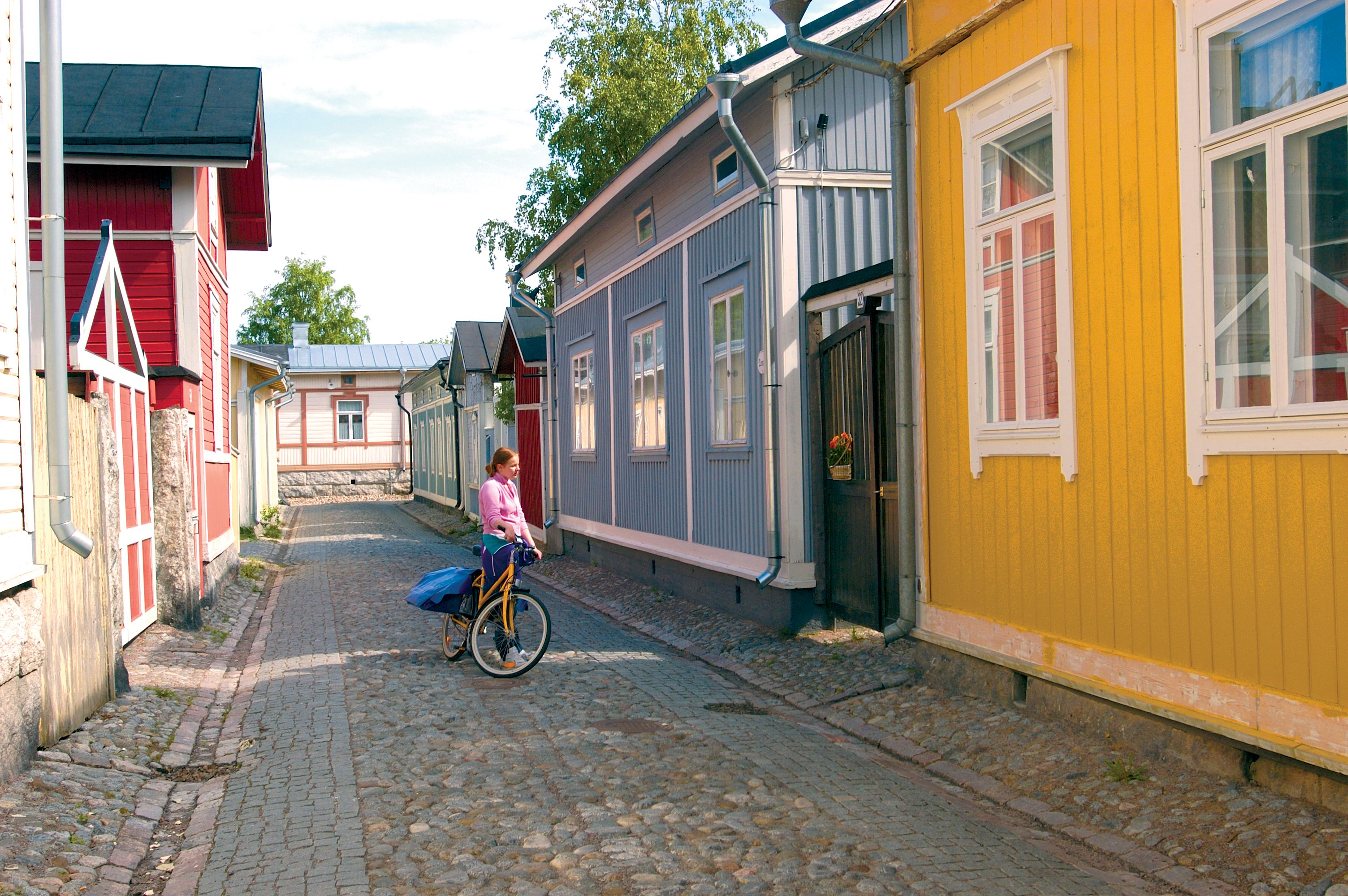
Vechea Rauma
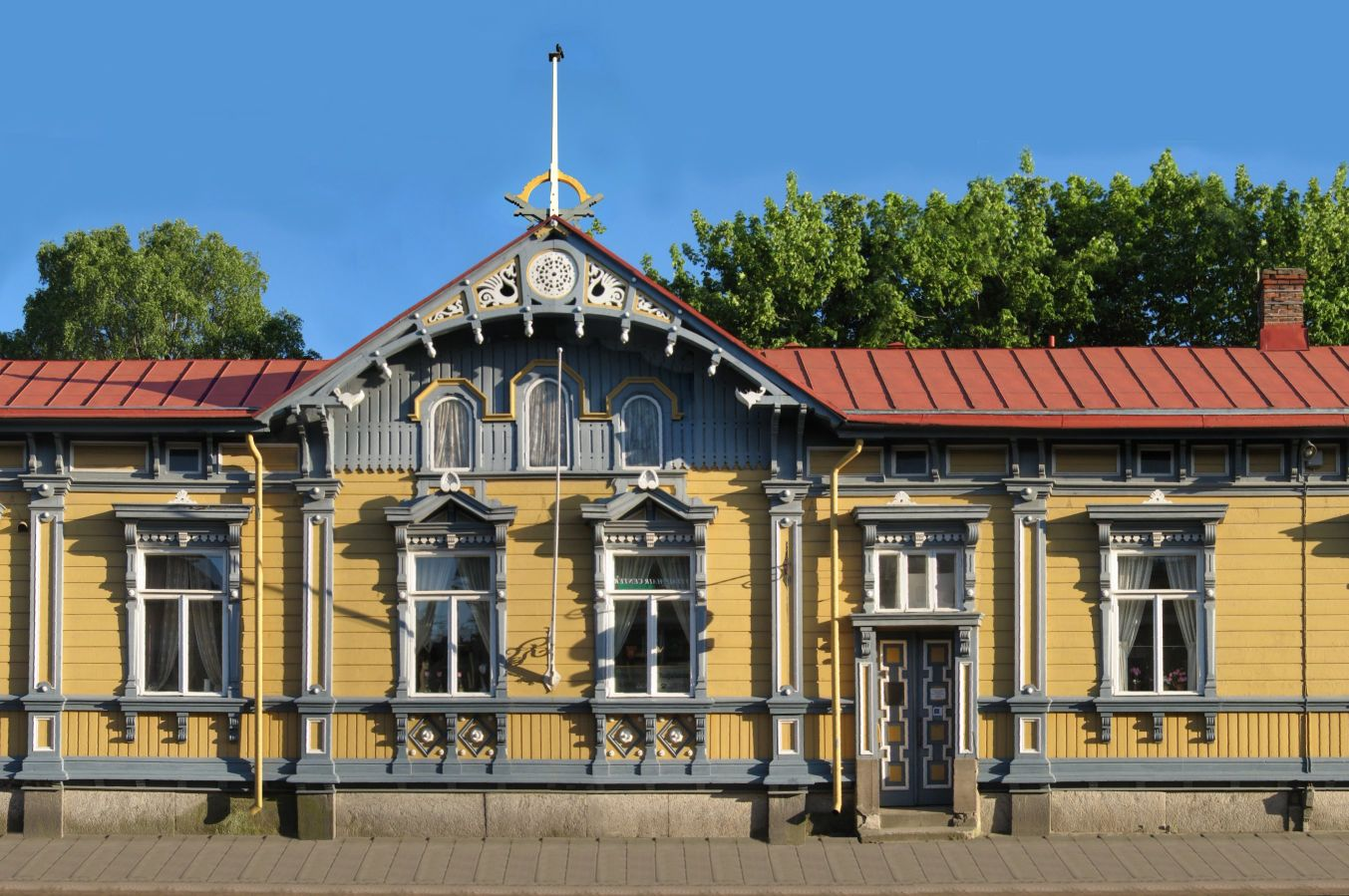
Vechea Rauma